# 제르베밭쥐
제르베밭쥐(Microtus gerbei)는 밭쥐속에 속하는 설치류의 일종이다. 프랑스와 스페인에서 발견된다.